# Populatiegenetica
De populatiegenetica is een onderdeel van de biologie dat zich bezighoudt met de genetica van populaties. Zij heeft een aantal problemen in het typologisch denken in de biologie opgelost. Vooral de laatste tijd zijn de uitbreidingen en aanvullingen van de onderzoekingen van afzonderlijke individuen, die tot dan toe als eenheden van het evolutieproces en als representanten van hun soort hadden gegolden, belangrijker geworden met waarnemingen en 'proeven' en hun statistische verwerking. Het werd steeds belangrijker ook de gemeenschap van de soort nader te bestuderen.
Deze wetenschap van de populatiegenetica dringt diep door in de werkwijzen van genetische veranderingen en omvat resultaten van kwantitatief-statistische en experimentele aard op de genverhoudingen en de verschuivingen in de kenmerken binnen een populatie.
Wat is een populatie? Een populatie (Johanssen, 1903) is de gemeenschap van kruisende individuen in een bepaald geografisch gebied. Ieder individu daarin beschikt over een deel van het totale allelenbezit, de genenpoel van de populatie.
Een wetmatigheid uit de populatiegenetica wordt beschreven door de wet van Hardy-Weinberg. Het werd genoemd naar de Britse wiskundige Godfrey Harold Hardy en de Duitse natuurkundige Wilhelm Weinberg, die het principe in 1908 onafhankelijk van elkaar ontdekten. Aan de hand van deze wet kun je uitgaande van het fenotype, de frequentie van de genotypes berekenen, en omgekeerd. Deze onderscheidt twee modellen:
- De ideale populatie met zijn erfelijke constante.
- De reële populatie die in tegenstelling tot de vorige evolueert.

Bekende theoretische populatiegenetici zijn o.a. Godfrey Harold Hardy, Wilhelm Weinberg, Sewall Wright, J. B. S. Haldane en Ronald Fisher. Gekende populatiegenetici in het forensisch onderzoek en in de genetische genealogie zijn o.a. Peter de Knijff, Maarten Larmuseau en Jean-Jacques Cassiman.